# کی‌ایست
کی‌ایست (انگلیسی: KeyEast; کره‌ای: 키이스트) یک آژانس مدیریتی بنیان‌گذاری شده توسط بازیگر به یونگ-جون است.